# 楠本祐子
楠本 祐子（くすもと ゆうこ）は、日本のキャラクターデザイナー、アニメーター、イラストレーター。

## 人物
テレコム・アニメーションフィルム出身。現在は主にぴえろ作品のキャラクターデザインで活躍。下田正美や宮崎なぎさがメインスタッフを務める作品への参加も多い。

## 作品リスト

### キャラクターデザイン
- ウルトラマングラフィティ おいでよ!ウルトラの国（1990年、OVA） キャラクターデザイン※二宮常雄・近藤高光と共同
- 八雲立つ（1997年、OVA） キャラクターデザイン、作画監督
- 超GALS!寿蘭（2001年-2002年、TV） キャラクターデザイン
- 十二国記（2002年-2003年、TV） キャラクターデザイン[1]、作画監督
- 美鳥の日々（2004年、TV） キャラクターデザイン、作画監督
- 英國戀物語エマ（2005年、TV） キャラクターデザイン[2]、総作画監督、作画監督
- カッパの飼い方（2005年、TV） キャラクターデザイン（「くすもとゆ～こ」名義）
- 英國戀物語エマ 第二幕（2007年、TV） キャラクターデザイン[3]、総作画監督、作画監督
- 花咲ける青少年（2009年、TV） キャラクターデザイン、総作画監督、作画監督[4]

### 作画監督 他
- AKIRA（1988年、劇場） 原画
- まじかるハット（1989年-1990年、TV） 作画監督
- からくり剣豪伝ムサシロード（1990年-1991年、TV） 作画監督
- 幽☆遊☆白書（1993年-1994年、TV） 50話-83話エンディングアニメーション[5]
- クレヨンしんちゃん アクション仮面VSハイグレ魔王（1993年、劇場） 原画
- 幽☆遊☆白書 冥界死闘篇 炎の絆（1994年、劇場） 作画監督
- リカちゃんとヤマネコ 星の旅（1994年、OVA） 作画監督
- とっても!ラッキーマン（1994年-1995年、TV）　原画
- ふしぎ遊戯（1995年-1996年、TV） オープニングアニメーション・原画
- トイレの花子さん（1996年、劇場） 作画監督
- 魔法学園LUNAR! 青い竜の秘密 ₋すっぽこ魔法作戦₋（1997年、劇場）原画
- またまたセイバーマリオネットJ（1997年-1998年、OVA） 作画監督
- セイバーマリオネットJ to X（1998年-1999年、TV） キャラクターデザイン補佐・作画監督
- 今、そこにいる僕（1999年-2000年、TV） 作画監督
- 藍より青し（2002年、TV） デザインワークス
- 藍より青し〜縁〜（2003年、TV） デザインワークス
- 最遊記RELOAD（2003年-2004年、TV） ゲストキャラクターデザイン
- 劇場版 NARUTO -ナルト- 疾風伝（2007年、劇場） 作画監督
- 劇場版 NARUTO -ナルト- 疾風伝 絆（2008年、劇場） 作画監督
- うさぎドロップ（2011年、TV） 作画監督
- 輪るピングドラム（2011年、TV） 作画監督
- C3 -シーキューブ-（2011年、TV） 作画監督
- 黄昏乙女×アムネジア（2012年、TV） 総作画監督・作画監督
- しろくまカフェ（2012年-2013年、TV）作画監督
- 私がモテないのはどう考えてもお前らが悪い!（2013年）作画監督
- 暁のヨナ（2014年）サブキャラクターデザイン・総作画監督・作画監督

他 原画多数担当

### イラスト
- セレーネ・セイレーン（とみなが貴和 著、1998年、講談社X文庫ホワイトハート、ISBN 978-4-06-255363-6）